# Ibuka Masaru

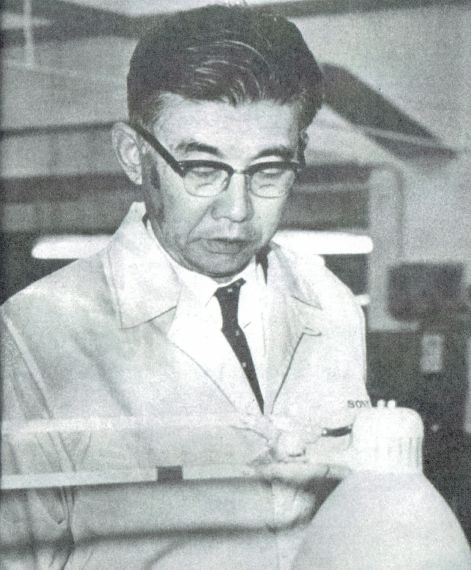
Ibuka Masaru

Ibuka Masaru (japanisch 井深 大; * 11. April 1908 in Nikkō; † 19. Dezember 1997 in Tōkyō) war ein japanischer Unternehmer. Er war Mitbegründer des Unternehmens, aus dem Sony hervorging.

## Leben
Ibuka Masaru promovierte 1933 an der Waseda-Universität, wo er den Spitznamen "Captain America" hatte. Nach dem Abschluss arbeitete er in einem Fotolabor, das Kinofilme entwickelte. 1945 verließ er das Unternehmen und eröffnete ein Radioreparaturgeschäft in Tokyo.
1946 gründeten Ibuka und Morita Akio die Sony Corporation, die bis 1958 als „Tōkyō Telecommunications Engineering Corporation“ (東京通信工, Tōkyō tsūshin kōgyō) firmierte. Ibuka war maßgeblich daran beteiligt, dass Sony sich in den 1950er Jahren die Lizenzrechte an der Transistortechnologie der Bell Laboratories sichern konnte. Damit war Sony eines der ersten Unternehmen, das diese Technologie für zivile Zwecke nutzte.
Später war Ibuka maßgeblich an der Entwicklung kleiner Fernsehgeräte, Video-Kassettenrecorder und anderer erfolgreichen Produkte beteiligt. Er leitete die Forschung und Entwicklung, während Morita sich um die Vermarktung kümmerte. Von 1950 bis 1971 war Ibuka Präsident von Sony und 1971 bis 1976 war er Aufsichtsratsvorsitzender.
Ibuka verließ Sony 1976. Er blieb dem Unternehmen aber als Berater eng verbunden, bis er 1997 an Herzversagen starb.

## Schriftstellerei
Ibuka war Autor des Buches Kindergarten ist zu spät (幼稚園では遅すぎる, Yōchien dewa osugiru; 1971), in dem er die These vertrat, dass der Mensch im Alter von 9 Monaten bis 3 Jahren am meisten lernt, und Wege und Möglichkeiten aufzeigte, dieses zu förden. Das Vorwort des Buches wurde von dem Amerikaner Glenn Doman (1919–2013) geschrieben. Dieser war der Gründer des Institute for the Achievement of Human Potential, einer Organisation die Eltern über die Entwicklung des kindlichen Gehirns schulte. Ibuka und Doman waren sich einig, dass die ersten Lebensjahre für die Bildung entscheidend waren.

## Auszeichnungen und Ehrungen
- 1960 Ehrenmedaille mit blauem Band vom Kaiser von Japan
- 1964 Auszeichnung für hervorragende Leistungen des Institutes japanischer Kommunikationsingenieure
- 1972 Gründermedaille des IEEE (Institute of Electrical and Electronics Engineers)
- 1976 Ehrendoktor der Ingenieurwissenschaften, Sophia-Universität, Tokio
- 1978 Orden des Heiligen Schatzes 1. Klasse.[1]
- 1979 Ehrendoktor der Wissenschaften, Waseda-Universität, Tokio
- 1981 Auszeichnung für Humanismus und Technologie des Aspen-Instituts für Humanistische Studien
- 1986 großer Orden der Aufgehenden Sonne am Band.[1]
- 1986 Kommandeur erster Klasse des Nordstern-Orden.[1]
- 1986 Eduard-Rhein-Ehrenring der Eduard-Rhein-Stiftung
- 1989 Ernennung zum Bunka Kōrōsha, zur Person mit besonderen kulturellen Verdiensten
- 1990 Der IEEE Masaru Ibuka Consumer Electronics Award wurde nach ihm benannt
- 1991 Bronze Wolf der World Organization of the Scout Movement
- 1992 Kulturorden
- 1992 Die Masaru Ibuka Gedenkhalle (井深大記念ホール) wurde auf dem Gelände der Waseda-Universität (Gebäude 18) gebaut.[3]
- 1993 Ehrenbürger von Tokio
- 1994 Ehrendoktor der Wissenschaften, Brown University (USA)